# Raymond Burke
Raymond Burke, geboren als Raymond Barrois (Detroit (Michigan), 6 juni 1904 – 21 maart 1986), was een Amerikaanse jazzmuzikant (klarinet, saxofoon).

## Biografie
Raymond Burke werd geboren als Raymond Barrois op 6 juni 1904 in New Orleans, Louisiana. Hij gaf weinig interviews en was van mening dat het leven van een muzikant weinig met zijn muziek te maken had. Hij was beleefd, maar wel excentriek. Hij had golvend haar, een dunne snor en was conservatief gekleed. Hij sprak met een dik New Orleans-accent en gebruikte kleurrijke regionale vocabulaires, die sommigen verwarrend vonden. Hij dronk, rookte of gokte niet. Hij wordt afgeschilderd als pretentieloos. Burke verliet de stad zelden, behalve voor optredens van buiten de stad of rondleidingen met de Preservation Hall Jazz Band later in zijn leven. Zijn vriend en jazzliefhebber Al Rose zei dat Burke niet meer dan tien weken buiten New Orleans doorbracht. Burke was de neef van Jules Cassard, een jazztrombonist die bij de Reliance Brass Band speelde, en de neef van dixieland-muzikant Harold Peterson.
Burke zei dat zijn eerste instrument een fluit was die hij uit een hengel had gesneden. Vervolgens speelde hij op het fluitje, kazoo en klarinet. Zijn eerste baan in de muziek kwam in 1913, toen hij op de kazoo werkte met de toekomstige New Orleans Rhythm Kings-drummer Leo Adde, die percussie speelde op een sigarendoos. Tijdens de jaren 1930 speelde Burke met The Henry Belas Orchestra (trompettist Henry Belas, trombonist Al Moore, drummer Joe Stephens en pianist "PeeWee") en The Melon Pickers (met gitarist Henry Walde, bassist John Bell, drummer Al Doria, trompettist Bill Nauin en pianist Julius Chevez). Burke bracht ook een korte tijd door in Kansas City voor een muzikale baan, maar kwam al snel terug. Tijdens de jaren 1940 en 1950 speelde hij met Alvin Alcorn, Sharkey Bonano en vaak in een trio met pianist Jeff Riddick en bassist Sherwood Mangiapane. Tijdens de jaren 1960 en 1970 speelde Burke met Preservation Hall-muzikanten.

### Rabais-winkel
Volgens zijn collega's was Burkes enige niet-muzikale arbeidsvorm het beheer van een "Rabais"-winkel in Bourbon Street 906. Volgens vriend Al Rose is een Rabais-winkel niet zo populair als een antiekwinkel en ook niet zo berucht als een rommelwinkel. Het is een persoonlijke collectie, die de eigenaar semi-publiek beschikbaar stelt voor de verkoop. Burkes winkel bevond zich in een woonwijk van Bourbon Street, die weinig voetgangersverkeer had en heel weinig omzet genereerde. Meubilair ontbrak, behalve één houten kruk waarop Burke zat, en het had ook geen elektriciteit, waardoor de winkel bij zonsondergang sloot.
De winkel stond vol met oude jazzplaten, historische memorabilia, muziekinstrumenten en -apparatuur, boeken, tijdschriften en een verzameling bladmuziek. Omdat het van binnen donker en rommelig was, was de winkel niet geschikt om rond te neuzen. Als een klant een specifiek verzoek had, zou Burke zich eerder herinneren of hij het object op voorraad had en, zo ja, het in de collectie zou moeten vinden. Al Rose beweert dat de winkel gemiddeld ongeveer twee dollar per dag verdiende. Hij stelt echter ook dat de winkel een ander, meer muzikaal belangrijk doel had. Gedurende de werkdag (van 13.00 uur tot zonsondergang) zochten muzikanten Burke in de Rabais op om met hem te spelen. Deze sessies waren informeel en zonder toezicht, bestaande uit Burkes klarinet en welk instrument de speler(s) ook had(den) meegebracht. Tegen het einde van een willekeurige dag schat Rose dat tot een dozijn muzikanten langskwamen om met Burke te spelen. Onder deze mannen waren zowel amateurs als vooraanstaand muzikaal talent.

### Populariteit
Hoewel Burke het grootste deel van zijn leven een actieve muzikant was, bereikte hij geen mainstream populariteit of commercieel succes. Hij stond bekend om zijn bescheiden spel en in grote ensembles kon zijn klarinet gemakkelijk overstemd worden. Burke weigerde ook om commerciële redenen zijn muziek te laten beïnvloeden door de toen heersende muziek en speelde in wat velen als een verouderde stijl beschouwden. Een andere mogelijke factor in Burkes onbekendheid is zijn associatie met "Second Line" jazz. Hoewel de term verschillende betekenissen heeft, wordt hij gebruikt om blanke muzikanten die New Orleans Style jazz speelden te onderscheiden van zwarte of Creoolse muzikanten. Aangezien jazz uit New Orleans typisch wordt geassocieerd met de Afro-Amerikaanse bevolking in die stad, kan "Second Line" negatief worden gebruikt om te verwijzen naar blanke muzikanten die deze stijl hebben nagebootst en vereenvoudigd. Zo stelt Charles Suhor dat Burke, evenals andere getalenteerde blanke New Orleans Jazz-muzikanten, gedurende een groot deel van zijn vroege carrière werden verwaarloosd en niet serieus werden genomen.
Volgens John Steiner was 1939 een belangrijk jaar voor de ontdekking van Burkes muziek, maar ook voor andere relatief rustige jazzmuzikanten. Dit jaar markeerde de beschikbaarheid van goedkope, draagbare recorders. Jazzliefhebbers zouden deze apparaten meenemen naar lokale jamsessies en hun favoriete muzikanten opnemen. Onder deze verzamelaars werden opnamen doorgegeven en het publiek van Burke nam de komende twee decennia geleidelijk toe. Als gevolg hiervan werd Burke vooral populair bij jazz-insiders in plaats van bij het publiek. Volgens Steiner vreesden jazzenthousiasten dat Burke weer een vergeten jazzgrootheid zou kunnen worden, vergelijkbaar met Buddy Bolden en zo probeerden zijn muziek te verspreiden.

### Stijlkenmerken
Raymond Burke speelde in dixieland-stijl. Volgens Charles Suhor wordt Dixieland gekenmerkt door meer conventionele tonen van blaasinstrumenten, afwijzing van snelle vibrato's, grotere instrumentale faciliteit en veel aandacht voor solo's, die routinematig worden doorgegeven tussen het openen en sluiten van ensemble-refreinen. Burkes repertoire bestond voornamelijk uit oude maatstaven. Recensent John S. Wilson uit The New York Times, beweerde dat Burke zachte, houtachtige lage noten gebruikte om heerlijk aanstekelijke kleine frasen en runs te maken. Hij merkte ook op dat Burke zich tijdens het spelen in zijn stoel zou wringen en dat hij tijdens solo's zou spelen vanuit een vreemde, half gehurkte positie. Hij prees ook Burkes ongehaaste aanpak. Hoewel vaak wordt aangenomen dat dixieland een campy-imitatie is van muziek uit het verleden, merkt Wilson op dat Burke niet afhankelijk is van muzikale stereotypen of clichés. Al Rose beweert ook dat hoewel Burkes muziek traditioneel was, het niet nostalgisch was. In plaats van de muziekstijl van de jazz uit 1920 te imiteren, was Rose van mening dat Burke een innovatieve muzikant bleef die toevallig door die specifieke muziekstijl werkte.
Een concert in 1965 was een voorbeeld van veel van zijn muzikale kenmerken. Dit concert bracht Burke samen met pianist Art Hodes uit Chicago. Hoewel de recensent beweert dat de groep vatbaar was voor rafelige eindjes en af en toe onzekerheid en aarzeling, prijst hij Burkes vermogen om met Hodes te spelen en zijn spontaniteit te voeden. De recensent neemt nota van de economische sololijnen van Burke en stelt dat hij een meester was in het verspreiden van muzikale ideeën. Uit de review blijkt dat Burke een uitstekende behandeling had van het onderste register van de klarinet, bekend als het chalumeau-register. Burke begon vaak een solo-lijn met een onverwachte hoge toon en ging vervolgens verder in toonhoogte totdat hij dit register bereikte.
Zelfs binnen de dixieland-stijl werd het spel van Burke als excentriek beschouwd. Al Rose beweerde: 'Hij speelt gewoon geen klarinetpartij! De toerist verwacht de echt conventionele harmonie te horen en Raymond houdt zich er gewoon niet aan. Hij heeft al dat ingenieuze contrapunt in zijn hoofd - en weet je, als het in zijn gedachten is, blaast hij het! Hij weigerde muziek te spelen die hij te snel of te langzaam vond. Hij was van mening dat het spelen van muziek in een hoog tempo indruk maakte en het publiek afleidde. Aan de andere kant stond hij er ook op dat jazz niet te traag zou worden gespeeld en beweerde hij dat de blues geen begrafenismuziek is. In tegenstelling tot veel muzikanten die geassocieerd werden met de New Orleans-stijl, fladderde of speelde hij niet op een ongecontroleerde manier. Hij zou de toon niet opofferen voor een publiekstrekkend effect. Hij stond erom bekend tijdens een optreden te stoppen en het podium af te lopen als hij voelde dat een van zijn bandleden het publiek ontzag.

### Preservation Hall
Preservation Hall was een concertruimte die tijdens de jaren 1960 werd opgericht en die het centrum werd van een heropleving van de jazz in New Orleans. In 1961 reisde Icon Records-directeur Grayson Mills naar New Orleans om ervaren jazzmuzikanten op te nemen. Omdat veel van deze spelers bejaard waren, bedacht Mills Preservation Hall als een plek om te oefenen en hun vaardigheden voor een publiek op te doen. Preservation Hall is uitsluitend ontworpen om naar de muzikanten te luisteren. De zaal serveerde geen eten of drinken, had slechts een paar rijen banken om te zitten en miste een dansvloer. Donatie was de enige bron van inkomsten voor de club, aangezien de toegang gratis was. Mills hoopte dat als de muzikanten zich geen zorgen maakten over het aanspreken van toeristen of behoeftige clubeigenaren, ze hun creativiteit zouden herwinnen. Hij werd de rest van zijn leven een vaste Preservation Hall-muzikant.
Halverwege de jaren 1960 nam Allan Jaffe het beheer over Preservation Hall over en breidde de activiteiten uit. Om de financiële overleving van de hal tijdens het laagseizoen te garanderen, ging Jaffe op zoek naar alternatieve manieren waarop Preservation Hall een inkomen kon behouden. Hij begon met het beheren van talrijke "Preservation Hall Bands", onderhandelde over opnamecontracten en stuurde groepen op internationale reizen, en stuurde zelfs Burke naar de Sovjet-Unie in 1979.

### Invloeden
Hoewel Alke wordt bewonderd door jazzmuzikanten en fans, heeft hij volgens Al Rose geen invloed gehad. Omdat dixieland soms als verouderd wordt beschouwd, zijn er maar weinig spelers die het met dezelfde creativiteit benaderen als Burke. Bovendien werd zijn spel als excentriek beschouwd, zelfs binnen de dixieland-stijl. Rose herinnert zich bijvoorbeeld in een artikel uit het Second Line-tijdschrift, dat muzikant George Girard suggereerde dat hij Burke in zijn band zou opnemen. Zijn antwoord was: Man, dat zou de hemel zijn, maar als ik hem had, had ik nog steeds een klarinettist nodig.

## Overlijden
Raymond Burke overleed in maart 1986 op 83-jarige leeftijd.
- Bibliothèque nationale de France: cb139487809 (data)
- International Standard Name Identifier: 0000 0003 5459 0002
- Library of Congress Control Number: no94007640
- MusicBrainz: 2f8dbeae-b1e7-4bcf-ba60-9f93cb4b5f56
- Istituto Centrale per il Catalogo Unico: PCMV003354
- Virtual International Authority File: 44490596
- WorldCat: E39PBJmp9VBthm8kb4BMb4dRKd